# Едуард VІІІ (залив)
Заливът Едуард VІІІ (на английски: Edward VIII Bay) е залив в югозападната част на море Съдружество, част от акваторията на Индоокеанския сектор на Южния океан, край бреговете на Източна Антарктида, Бряг Кемп на Земя Ендърби. Разположен е южно от полуостров Еустнес, ширина на входа между нос Еустнес на север и островите Ейгарен 25 km, дължина 75 km. Крайбрежието му е разчленено от по-малки заливи, като западната му част е заета от шелфовия ледник Едуард VІІІ. От юг в него се „влива“ долинния ледник Уилма.
Заливът е открит през 1936 г. от британска експедиция и е наименуван в чест на тогавашния английски крал Едуард VIII. През 1950-те години е детайлно изследван и топографски заснет от други антарктически експедиции.